# Višňové (Nové Mesto nad Váhom)
Višňové (bis 1927 slowakisch auch „Višnové“; ungarisch Alsóvisnyó – bis 1907 Visnyó) ist eine Gemeinde in der Westslowakei. Sie ist etwa 15 Kilometer westlich von Nové Mesto nad Váhom und ungefähr 15 östlich von Myjava im Hügelland der Kleinen Karpaten im Bereich der Čachtické Karpaty gelegen. 
Der Ort wurde um 1392 zum ersten Mal in der Geschichtsschreibung erwähnt. Die Ruine der Burg Čachtice befindet sich auf dem anliegenden Hügel.

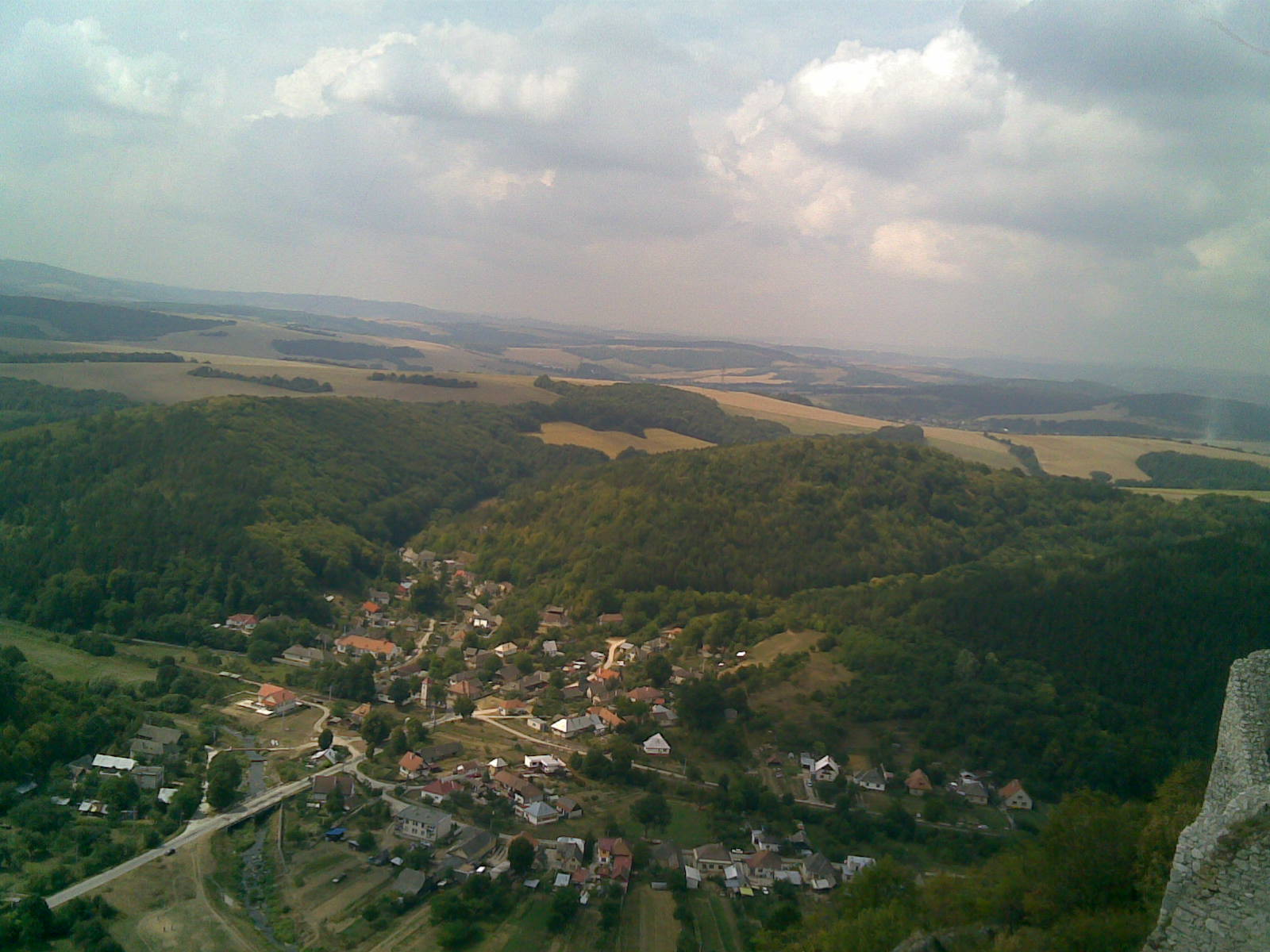
Blick auf den Ort von der Burgruine aus gesehen

## Verkehrsanbindung
Die Gemeinde ist an das öffentliche regionale Busnetz sowie an die Bahnstrecke Nové Mesto nad Váhom–Veselí nad Moravou angeschlossen.

## Bevölkerung
| Jahr                | 1994 | 2004 | 2014     | 2024    |
| ------------------- | ---- | ---- | -------- | ------- |
| Anzahl der Personen | 200  | 196  | 171      | 161     |
| Unterschied         |      | −2 % | −12,75 % | −5,84 % |

| Jahr                | 2023 | 2024    |
| ------------------- | ---- | ------- |
| Anzahl der Personen | 162  | 161     |
| Unterschied         |      | −0,61 % |